# At His Majesty’s Pleasure
Az At His Majesty’s pleasure („Her Majesty” női uralkodó esetén, magyarul körülbelül ’Őfelsége kívánságára, Őfelsége tetszése szerint’) egy angol jogi kifejezés, ami abból ered, hogy a törvények hatálya, beleértve a bíróságokat és börtönöket, a Koronából van levezetve. A kifejezés arra utal, hogy egy adott kinevezés vagy büntetés addig tart, amíg az uralkodó meg nem gondolja magát. 
Az Egyesült Királyságból ered, de mára a nemzetközösségi királyságokban is használják, igaz, kizárólag hagyományos formulaként. A köznyelvben a King's Pleasure (a Király tetszése) kifejezést is használják néha annak jelzésére, hogy egy bűnözőt at His Majesty’s pleasure (a király kívánságára) kellene fogva tartani.
Azokban a birodalmakban, ahol az uralkodót egy kormányzó vagy alkirály képviseli, a kifejezés az at the Governor’s pleasure (a kormányzó kívánságára) formára módosítható, hiszen a kormányzó a királynő képviselője az adott országban. Hongkongban, miután megszűnt brit gyarmatnak lenni, a kifejezést az at Executive discretion (a végrehajtó belátása szerint) váltotta fel.

## A Korona szolgálata
Az uralkodó által a Korona szolgálatára kinevezett tisztségviselőkre, például főkormányzókra és alkirályokra, akiknek nincs meghatározva az adott hivatalban betöltendő szolgálatuk ideje, azt mondják: serve at His Majesty’s pleasure (’Őfelsége tetszése szerint szolgál’).
Kanadában a tartományi alkormányzókat a kanadai uralkodó képviselője, a főkormányzó nevezi ki, ettől függetlenül azonban a Korona közvetlen képviselőinek számítanak a saját tartományukban. Így nem egyértelmű, hogy jellemzésükkor azt kell-e említeni, hogy a főkormányzó örömére vagy a királynő örömére szolgálnak. Az ausztrál koronaminisztereket a Commonwealth of Australia Constitution Act alapján úgy nevezik ki, hogy a „főkormányzó tetszése szerint” szolgáljanak.
Köztársasági kormányokban, mint amilyen az Amerikai Egyesült Államoké, a during good behaviour (jó magaviselet alatt) az erre a célra általában használt kifejezés. Amikor azt mondják, hogy egy tisztviselő az elnök tetszése szerint szolgál, az általában annyit jelent, hogy maximum az elnök aktuális négyéves ciklusának a végéig szolgál, kivéve ha utána megtartják. Legfőbb példája ennek az amerikai kormány tagjai, akiket általában kifejezetten újra alkalmaznia kell az elnöknek az újraválasztása után.

## Bebörtönzés
A kifejezést határozatlan idejű börtönfogságra is használják. Egy bíró határozhat úgy, hogy egy személyt „őfelsége tetszése szerint” tartsanak fogva súlyos bűnök miatt. Ezt olyankor alkalmazhatják, amikor nagy a veszélye az ismételt elkövetésnek, ugyanakkor leggyakrabban fiatalkorú elkövetőknél folyamodnak ehhez, általában az életfogytiglani büntetés helyett (ami értelemszerűen sokkal hosszabb lenne fiatal elkövetőknél). Például a brit Powers of Criminal Courts (Sentencing) Act 2000 (Törvény a büntetőbíróságok jogköréről [ítélkezés], 2000) kimondja:
„Ha egy gyilkosságért vagy más, a törvény által életfogytiglant megszabott bűncselekményért elítélt személy a bíróság álláspontja szerint a tett elkövetésekor 18 éven aluli volt, a bíróság (az ebben a törvényben vagy bármelyik másikban megjelölt rendelkezésektől függetlenül) ítélje Őfelsége kívánsága szerinti fogságra.”
Az őfelsége kívánsága szerint fogva tartott elítélteket gyakran felülvizsgálják, hogy a büntetésük letöltöttnek tekinthető-e; bár hagyományosan ez a jog az uralkodóé volt, ezeket az felülvizsgálatokat a belügyminiszter végzi. Minimum időtartamokat is megállapítanak, melyek lejárta előtt egy fogvatartott nem kerülhet szabadlábra; ezeket az időtartamokat eredetileg a belügyminiszter állapította meg, de 2000. november 30. óta a büntetőbíró hatásköre. A fogvatartottak büntetését tipikusan akkor tekintik befejezettnek, ha a felülvizsgáló szerv megállapítja, hogy „számottevő változás történt az elkövető hozzáállásában és viselkedésében”.

## Fordítás
- Ez a szócikk részben vagy egészben  az   At Her Majesty's Pleasure című angol Wikipédia-szócikk ezen változatának fordításán alapul.  Az eredeti cikk szerkesztőit annak laptörténete sorolja fel. Ez a jelzés csupán a megfogalmazás eredetét és a szerzői jogokat jelzi, nem szolgál a cikkben szereplő információk forrásmegjelöléseként.